# Епархия Мемфиса (титулярная)
Епархия Мемфиса (лат. Dioecesis Memphitana) — титулярная епархия Римско-Католической церкви. Епархия Мемфиса входила в архиепархию Оксиринха Александрийского патриархата.

## История
Город Мемфис находился в провинции Аркадия и являлся местом античной епископской кафедры.
В 1886 года епархия Мемфиса является титулярной епархией Римско-Католической церкви.

## Епископы Александрийской православной церкви
- Антиох (упом. в 325 году)
- Ахав (Архан, Иоанн Аркафа) (до 325 года — после 335 года), мелитианец
- Несторий (упом. ок. 340 года)
- Птолемей (упом. ок. 740 года), яковит (монофизит)
- Макарий (X век), яковит (монофизит)
- Авраам (XI век), яковит (монофизит)
- Хаил (XI век), яковит (монофизит)
- Филипп (?)
- титулярные епископы

## Титулярные епископы Римско-католической церкви
- Якоб Виммерс (24 апреля 1645 — ?)
- Франсиско Суарес де Вильегас (9 декабря 1649 — 17 апрель 1664)
- вдовство епископской кафедры
- Абрахам Чашур (27 июля 1824 — ?)
- Ян Мауриций Павел Пузына (26 февраля 1886 — 22 января 1895), впоследствии — епископ Кракова
- Джузеппе Бириллари (22 мая 1895 — 25 ноября 1902)
- Сальватре Фраточчи (22 июня 1903 — 24 января 1905), впоследствии — епископ Орвието
- Антонио Вальбонези (4 мая 1906 — 5 января 1934)
- Джоффредо Заччерини (11 мая 1934 — 7 декабря 1938)
- Джоаккино Дилео (5 февраля 1940 — 18 февраля 1946), впоследствии — архиепископ Ланчано-Ортона
- Паоло Рота (10 марта 1947 — 28 декабря 1952), впоследствии — епископ Фиденцы
- Хайнрих Форер (11 февраля 1956 — 5 октября 1997)
- Джеймс Майкл Харви (7 февраля 1998 — 28 сентября 2003)

## Титулярные архиепископы Римско-католической церкви
- Джеймс Майкл Харви (29 сентября 2003 — 24 ноября 2012), впоследствии — кардинал-диакон с титулярной диаконией Сан-Пио-V-а-Вилла-Карпенья;
- Майкл Уоллес Банак (22 февраля 2013 — по настоящее время).

## Источник
- Pius Bonifacius Gams, Series episcoporum Ecclesiae Catholicae, Leipzig 1931, стр. 461  (лат.)
- Michel Lequien, Oriens christianus in quatuor Patriarchatus digestus, Parigi 1740, Tomo II, coll. 585—588  (лат.)